# امپراتور گو-تسوتشیمیکادو
امپراتور گو-تسوتشیمیکادو (به ژاپنی: 後土御門天皇 Go-Tsuchimikado-tennō)؛ (تولد ۳ ژوئیه ۱۴۴۲ - مرگ ۲۱ اکتبر ۱۵۰۰) صد و سومین امپراتور ژاپن بود.